# 下浜田町
下浜田町（しもはまだちょう）は、群馬県太田市にある地名（町丁）。郵便番号は373-0821。

## 概要
沢野地区にある町丁。

## 地理

### 近隣町丁
- 浜町
- 藤阿久町
- 岩瀬川町
- 高林北町
- 高林寿町
- 西矢島町
- 庄屋町

## 世帯数と人口
2022年（令和4年）3月31日現在の世帯数と人口は以下の通りである。
| 町丁     | 世帯数   | 人口   |
| -------- | -------- | ------ |
| 下浜田町 | 1436世帯 | 3099人 |

## 交通

### 鉄道
町内に鉄道は通っていない。

### 道路
- 埼玉県道・群馬県道301号妻沼小島太田線
- 国道354号
- ラフィエット通り

## 施設
- クスリのアオキ下浜田店
- 日典ラサ太田